# NGC 46
NGC 46 je hvězda v souhvězdí Ryb s zdánlivou jasností kolem 11,7 magnitudy. Původně byla při svém objevu 22. října 1852 irským astronomem Edwardem Joshuou Cooperem mylně považována za mlhovinu, a proto je zanesena v katalogu NGC jako mlhovinový objekt. Pozdější pozorování ukázala, že jde o hvězdu spektrálního typu F8.
Hvězda je známa také pod označením PGC 5067596 a nachází se přibližně 962±281 světelných let od Sluneční soustavy. Souřadnice jsou přibližně RA 00h 14m 10,1s a deklinace +05° 59′ 14″.